# Spermophorides tenerifensis
Spermophorides tenerifensis is een spinnensoort uit de familie trilspinnen (Pholcidae). De soort komt voor op de Canarische Eilanden.